# Rudarsko-geološka fakulteta v Beogradu
Rudarsko-geološka fakulteta (izvirno srbsko Рударско-геолошки факултет у Београду), s sedežem v Beogradu, je fakulteta, ki je članica Univerze v Beogradu.